# Pseudocyclopia insignis
Pseudocyclopia insignis is een eenoogkreeftjessoort uit de familie van de Pseudocyclopiidae. De wetenschappelijke naam van de soort is voor het eerst geldig gepubliceerd in 1986 door Andronov.